# 奧澤里亞尼 (杜布諾區)
50°27′51″N 26°3′39″E / 50.46417°N 26.06083°E
奧澤里亞尼（烏克蘭語：Озеряни），是烏克蘭的村落，位於該國西北部羅夫諾州，由杜布諾區負責管轄，面積1.8平方公里，海拔高度225米，2001年人口673，人口密度每平方公里373.9人。